# 東京BRT

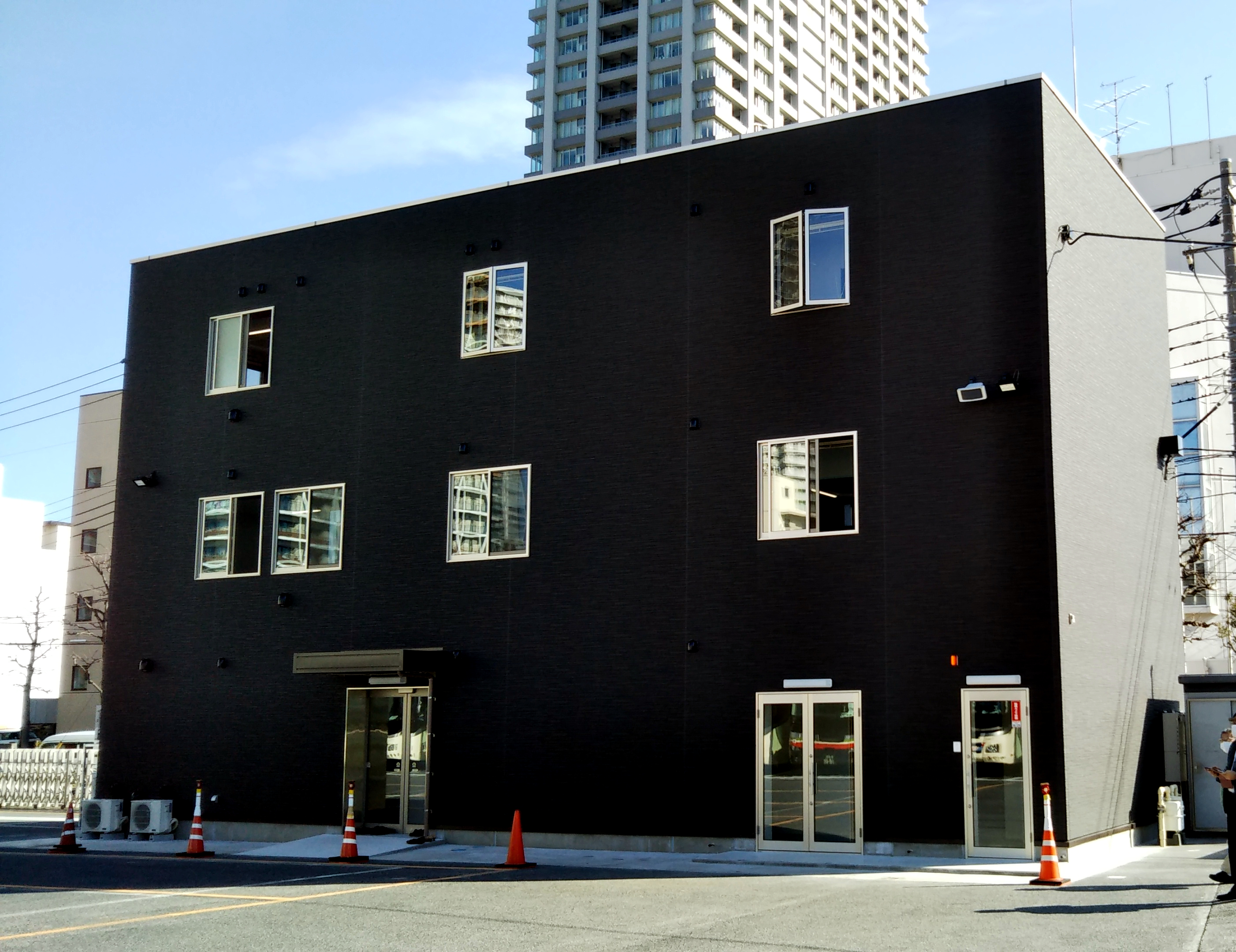
東京BRT営業所新社屋
（京成バス東雲車庫社屋と兼用）

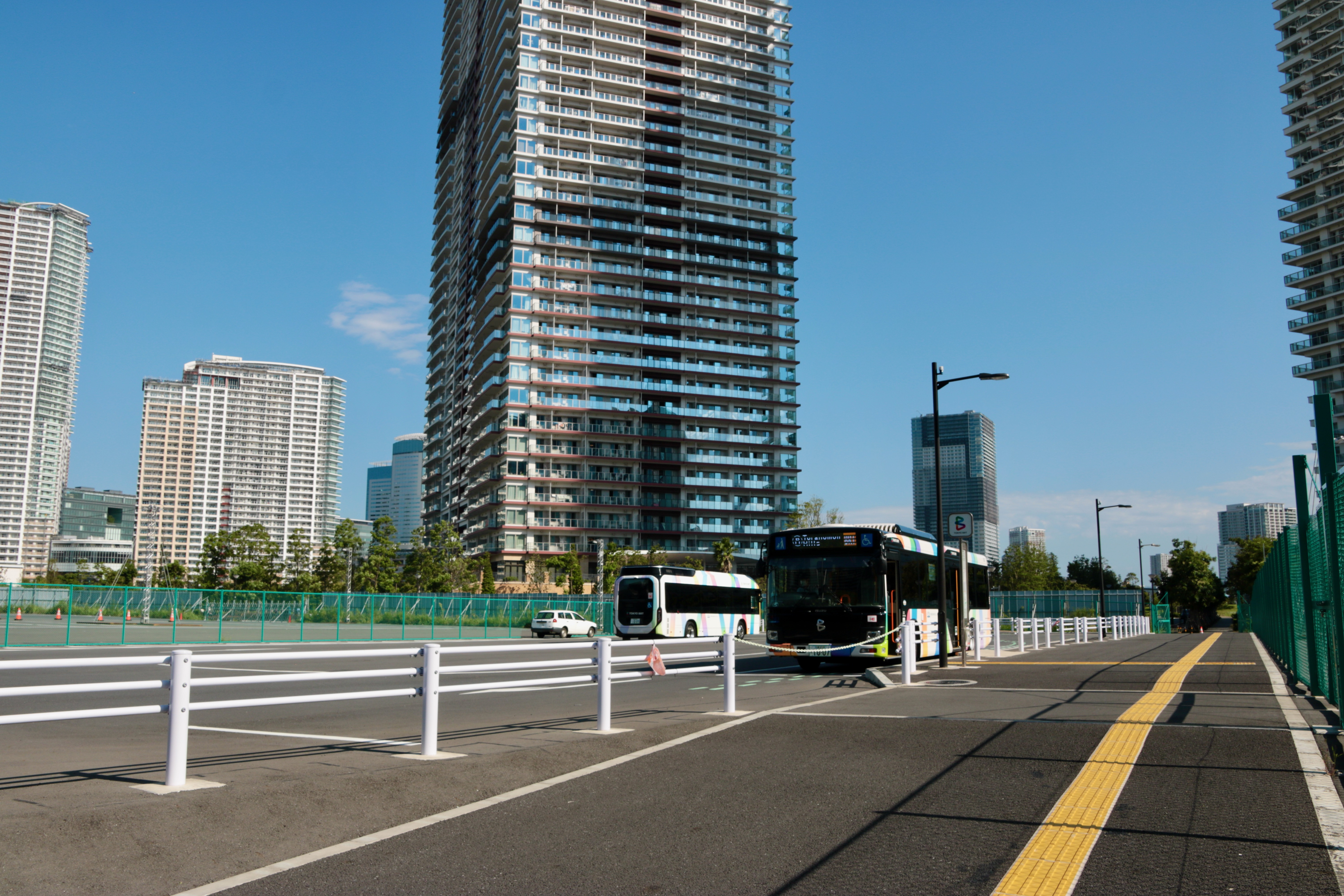
旧・晴海BRTターミナル

東京BRT（とうきょうビーアールティー、英: Tokyo BRT）は、東京都心と臨海副都心を結ぶバス・ラピッド・トランジット（BRT）路線である。
2020年（令和2年）10月から虎ノ門ヒルズと晴海との間でプレ運行を開始、2023年（令和5年）4月には二次プレ運行として豊洲や東京テレポートを含む3ルートに広がっている。本格運行は2024年（令和6年）を予定している。
運行は京成バスと同社が設立した新会社「東京BRT株式会社」が担う。東京BRT株式会社の本社は千葉県市川市の京成バス本社に併設されるが、東京BRT担当便の運行業務は2024年6月30日より東京都江戸川区臨海町の葛西臨海営業所が担う。京成バス担当便の運行拠点は東京都江東区東雲の京成バス東雲車庫であり、運転業務は東雲車庫を管轄する京成バス奥戸営業所所属のバス運転士が担当する。

## 概要
東京BRTの名称は、2018年（平成30年）8月から9月にかけて実施された公募により決定した。また、車両などのデザインの決定にあたっても、3つの案が示され意見募集が行われた。
東京臨海部は2020年東京オリンピック大会に伴う選手村（HARUMI FLAG）の整備を含む開発が進展している一方で、勝どきや晴海周辺は東京都心部と至近の距離にありながら鉄道空白地域で、都営バスの路線はあるものの公共交通機関の拡充が望まれていた。路線の整備は、勝どき・晴海地域の開発、築地市場の移転と豊洲市場の開場、環状2号線の整備と一体で計画されており、東京都都市整備局が主導している。
運行開始当初はバス利用特典サービス（バス特）を実施していたが、グループの京成バスでのサービス終了にあわせ、2021年4月25日をもってバスポイント・特典バスチケットの付与を終了した。

## 沿革
2014年
- 8月：基本方針の策定・事業協力者の公募。
- 10月：事業協力者を選定。京成バス株式会社、東京都交通局の計2社。
- 11月：「都心と臨海副都心とを結ぶBRT協議会」設置。

2015年
- 4月：『都心と臨海副都心とを結ぶBRTに関する基本計画』公表。
- 9月：運行事業者を京成バス株式会社に選定。

2016年
- 4月：『都心と臨海副都心とを結ぶBRTに関する事業計画』公表。
- 6月23日：『東京都臨海部地域公共交通網形成計画』策定。

2019年
- 7月8日：東京BRT株式会社設立。

2020年
- 2月14日：プレ運行開始日を同年5月24日と発表。
- 5月12日：新型コロナウイルス感染症（COVID-19）拡大防止のため、プレ運行の延期を発表。
- 10月1日：プレ運行（一次）開始（虎ノ門ヒルズ - 新橋 - 晴海BRTターミナル）。

2021年
- 4月25日：バス利用特典サービス（バス特）のバスポイント・特典バスチケット付与を終了。
- 6月23日：運行開始以来初のダイヤ改正を実施し、平日朝の新橋発着の一部を虎ノ門ヒルズまで延伸。
- 9月12日：東京2020大会開催に伴う迂回運行終了。
- 12月8日：プレ運行（二次）に関する工事を2022年1月下旬から3月中旬に実施し、運行開始はそれ以降となると発表。

2022年
- 1月25日：2021年12月8日に公表した、プレ運行（二次）に関する工事の入札が不調となったことを公表。
- 3月8日：プレ運行（二次）に関する工事の入札が不調となったことを受け、先行して「豊洲市場前」「有明テニスの森」「国際展示場」の3か所の停留所を整備すること、プレ運行（二次）の開始時期は未定（決まり次第お知らせ）と発表。
- 4月1日：ダイヤ改正を実施し、虎ノ門ヒルズ発着便の増便と新橋 - 勝どきBRTの区間便を新設。

2023年
- 4月1日：プレ運行（二次）を開始。豊洲、有明地区に延伸し、新橋 - 勝どきBRT間の経路が環状2号線本線トンネル経由に変更となる。
- 4月28日：ダイヤ改正を実施。運行間隔の開く時間帯の増便で新橋 - 勝どきBRT間が約10分間隔、勝どきBRT - 国際展示場間が約20分間隔となる。
- 7月16日：ダイヤ改正を実施。晴海発着の大半を豊洲まで延伸し、幹線ルートの平日朝3往復を虎ノ門ヒルズまで延伸。連節バスの虎ノ門ヒルズ発着が復活。国際展示場の乗り場位置を新橋方面と東京テレポート駅方面で入れ替え。
- 12月30日 - 31日：コミックマーケット103開催に伴う臨時ダイヤにて、国際展示場→新橋間直行の「直通特急」を初めて運行。

2024年
- 2月1日：選手村ルートの運行開始、及び幹線ルート、晴海・豊洲ルートのダイヤ改正実施。
- 3月1日：クレジットカードによるタッチ決済を導入。
- 7月1日：本年2度目のダイヤ改正を実施。
- 10月16日:本年3度目のダイヤ改正を実施。
- 12月16日 - 2025年2月15日：完全キャッシュレスバスの実証運行を実施。

2026年
- 4月1日（予定）：京成グループにおけるバス事業再編により、京成電鉄バスホールディングスの直接傘下に移行。

## 運行計画

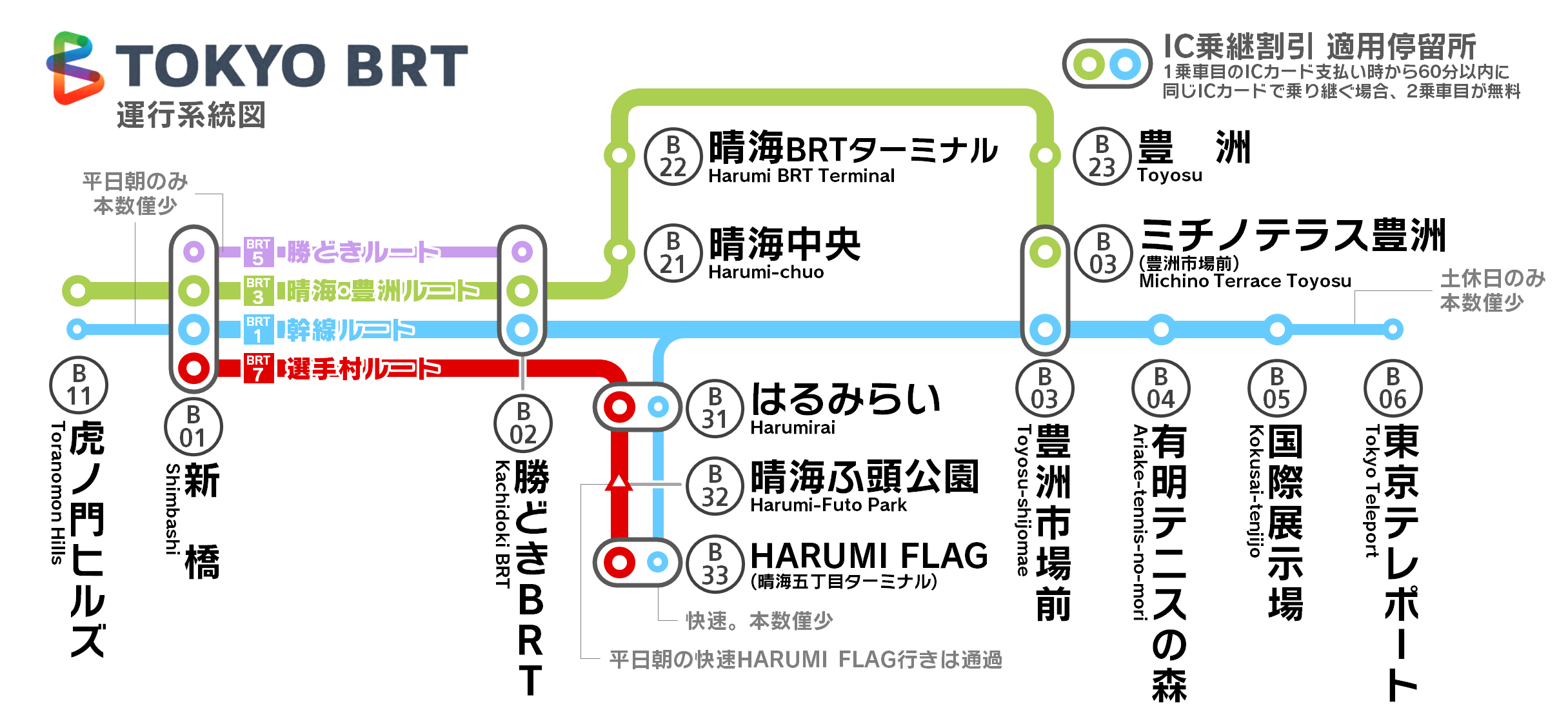
東京BRTの運行系統図（2024年2月1日現在）

2020年東京オリンピック開催予定時期前後よりプレ運行を行い、2024年春以降から本格運行を行う予定である。将来的には、銀座・東京駅方面への延伸、東京ビッグサイト・東京国際クルーズターミナルへの乗り入れも検討されている。

### プレ運行時
ピーク時：6便程度・450人程度 / 時間
通常時：4便程度・300人程度 / 時間
- プレ運行（一次）の段階では、以下の1系統が運行される。
  - 虎ノ門ヒルズ - 新橋 - 勝どきBRT - 晴海BRTターミナル
- プレ運行（二次）の段階では、以下の3系統が運行される。
  - 幹線ルート：虎ノ門ヒルズ（平日朝3往復のみ） - 新橋 - 勝どきBRT - 豊洲市場前 - 有明テニスの森 - 国際展示場 - 東京テレポート（土休日のみ）
  - 晴海・豊洲ルート：虎ノ門ヒルズ - 新橋 - 勝どきBRT - 晴海中央 - 晴海BRTターミナル - 豊洲 - ミチノテラス豊洲（豊洲市場前）
  - 勝どきルート：新橋 - 勝どきBRT
- 2024年2月1日以降、プレ運行（二次）の3系統に加え、以下の2系統が運行される。
  - 選手村ルート：新橋 - はるみらい - 晴海ふ頭公園（平日朝の新橋発快速便は経由せず） - HARUMI FLAG（晴海五丁目ターミナル）
  - 幹線ルート（一部）：HARUMI FLAG（晴海五丁目ターミナル） - はるみらい - 豊洲市場前 - 有明テニスの森 - 国際展示場

選手村ルートの新設をもって本格運行時のルートがすべて出揃ったが、停留施設の未完成、全扉乗降の未実施などから本格運行扱いとはなっていない。また、バスレーンの整備予定がないため、高速性の確保に課題があることが指摘されている。

### 本格運行時
ピーク時：20便程度・2,000人程度 / 時間
通常時：12便程度・1,200人程度 / 時間
- 本格運行時、日中は選手村ルートを運行せず、代わりに幹線ルートがHARUMI FLAGに立ち寄る運行形態となる予定。

### 現行路線
2023年4月1日以降のプレ運行(二次)で運行を開始した、幹線ルート、晴海・豊洲ルート、勝どきルート、2024年2月1日から運行を開始した選手村ルートが設定されている。

#### 幹線ルート
系統番号はBRT1。カラーはあお。
運行系統
- (虎ノ門ヒルズ) - 新橋 - 勝どきBRT - 豊洲市場前 - 有明テニスの森 - 国際展示場 - (東京テレポート) 
※虎ノ門ヒルズ乗り入れは平日朝2往復、東京テレポート乗り入れは土休日の一部の便。
- HARUMI FRAG - はるみらい - 豊洲市場前 - 有明テニスの森 - 国際展示場 
※一部の便は豊洲市場前発着

定期便
基本路線の新橋 - 国際展示場を日中午前は毎時4本、日中午後は毎時5本を基本に、ラッシュ時間帯は増発され毎時7 - 8本程度になる。この基本路線に加え、虎ノ門ヒルズまで乗り入れる便が朝夕ラッシュ時間帯に各2往復ずつ(合計4往復)、土休日は国際展示場から足を延ばし、東京テレポートまで乗り入れる便が毎時1本以上、合計15往復設定されている。
また選手村ルートの開業により、HARUMI FLAGから豊洲市場、国際展示場を起終点とする路線が少数ながら設定された。
臨時便
さらに朝夕のラッシュ時やイベント開催時などには、混雑状況により臨時の増発便が運行される場合がある。一例として、2023年12月30日 - 31日に東京ビッグサイトで開催されたコミックマーケット103に合わせ、新橋 - 国際展示場間が大幅に増発され、夕方の帰宅時間帯には国際展示場→新橋間無停車の「直通特急」が運行された。その後のコミックマーケット104、105ともに同様の臨時便が運行されている。
|                           | 23.04.01.改正                    | 23.04.01.改正                    | 23.04.01.改正                    | 23.04.01.改正                    | 23.04.28.改正                    | 23.04.28.改正                    | 23.04.28.改正                    | 23.04.28.改正                    | 23.07.16.改正                                                             | 23.07.16.改正                                                             | 23.07.16.改正                                                             | 23.07.16.改正                                                             | 24.02.01.改正                                                             | 24.02.01.改正                                                             | 24.02.01.改正                                                             | 24.02.01.改正                                                             | 24.07.01.改正                                                             | 24.07.01.改正                                                             | 24.07.01.改正                                                             | 24.07.01.改正                                                             | 24.10.16.改正                                                             | 24.10.16.改正                                                             | 24.10.16.改正                                                             | 24.10.16.改正                                                             |
| 平日                      | 平日                             | 土休日                           | 土休日                           | 平日                             | 平日                             | 土休日                           | 土休日                           | 平日                             | 平日                                                                      | 土休日                                                                    | 土休日                                                                    | 平日                                                                      | 平日                                                                      | 土休日                                                                    | 土休日                                                                    | 平日                                                                      | 平日                                                                      | 土休日                                                                    | 土休日                                                                    | 平日                                                                      | 平日                                                                      | 土休日                                                                    | 土休日                                                                    |                                                                           |
| 下り                      | 上り                             | 下り                             | 上り                             | 下り                             | 上り                             | 下り                             | 上り                             | 下り                             | 上り                                                                      | 下り                                                                      | 上り                                                                      | 下り                                                                      | 上り                                                                      | 下り                                                                      | 上り                                                                      | 下り                                                                      | 上り                                                                      | 下り                                                                      | 上り                                                                      | 下り                                                                      | 上り                                                                      | 下り                                                                      | 上り                                                                      |                                                                           |
| 新橋 - 国際展示場         | 36                               | 34                               | 27                               | 26                               | 48                               | 47                               | 39                               | 38                               | 47                                                                        | 46                                                                        | 41                                                                        | 40                                                                        |                                                                           |                                                                           |                                                                           |                                                                           | 65                                                                        | 60                                                                        | 47                                                                        | 44                                                                        | 75                                                                        | 74                                                                        | 54                                                                        | 51                                                                        |
| 虎ノ門ヒルズ - 国際展示場 |                                  |                                  |                                  |                                  |                                  |                                  |                                  |                                  | 2                                                                         | 2                                                                         |                                                                           |                                                                           | 2                                                                         | 2                                                                         |                                                                           |                                                                           | 2                                                                         | 2                                                                         |                                                                           |                                                                           | 4                                                                         | 4                                                                         |                                                                           |                                                                           |
| 新橋 - 東京テレポート     |                                  |                                  | 6                                | 6                                |                                  |                                  | 7                                | 7                                |                                                                           |                                                                           | 6                                                                         | 6                                                                         |                                                                           |                                                                           |                                                                           |                                                                           |                                                                           |                                                                           | 14                                                                        | 14                                                                        |                                                                           |                                                                           | 15                                                                        | 15                                                                        |
| HARUMI FLAG - 豊洲市場前  | 選手村ルート開設前のため設定なし | 選手村ルート開設前のため設定なし | 選手村ルート開設前のため設定なし | 選手村ルート開設前のため設定なし | 選手村ルート開設前のため設定なし | 選手村ルート開設前のため設定なし | 選手村ルート開設前のため設定なし | 選手村ルート開設前のため設定なし | 選手村ルート開設前のため設定なし                                          | 選手村ルート開設前のため設定なし                                          | 選手村ルート開設前のため設定なし                                          | 選手村ルート開設前のため設定なし                                          | 5                                                                         | 2                                                                         | 4                                                                         | 4                                                                         |                                                                           |                                                                           | 2                                                                         | 1                                                                         |                                                                           |                                                                           | 1                                                                         | 2                                                                         |
| HARUMI FLAG - 国際展示場  | 選手村ルート開設前のため設定なし | 選手村ルート開設前のため設定なし | 選手村ルート開設前のため設定なし | 選手村ルート開設前のため設定なし | 選手村ルート開設前のため設定なし | 選手村ルート開設前のため設定なし | 選手村ルート開設前のため設定なし | 選手村ルート開設前のため設定なし | 選手村ルート開設前のため設定なし                                          | 選手村ルート開設前のため設定なし                                          | 選手村ルート開設前のため設定なし                                          | 選手村ルート開設前のため設定なし                                          | 1                                                                         | 2                                                                         | 4                                                                         | 2                                                                         | 1                                                                         | 3                                                                         | 2                                                                         | 1                                                                         | 3                                                                         | 6                                                                         | 3                                                                         | 3                                                                         |
| 新橋←国際展示場(直通特急) |                                  |                                  |                                  |                                  |                                  |                                  |                                  |                                  | コミックマーケット開催時の臨時便 上りのみ 国際展示場発14時頃 - 17時頃まで | コミックマーケット開催時の臨時便 上りのみ 国際展示場発14時頃 - 17時頃まで | コミックマーケット開催時の臨時便 上りのみ 国際展示場発14時頃 - 17時頃まで | コミックマーケット開催時の臨時便 上りのみ 国際展示場発14時頃 - 17時頃まで | コミックマーケット開催時の臨時便 上りのみ 国際展示場発14時頃 - 17時頃まで | コミックマーケット開催時の臨時便 上りのみ 国際展示場発14時頃 - 17時頃まで | コミックマーケット開催時の臨時便 上りのみ 国際展示場発14時頃 - 17時頃まで | コミックマーケット開催時の臨時便 上りのみ 国際展示場発14時頃 - 17時頃まで | コミックマーケット開催時の臨時便 上りのみ 国際展示場発14時頃 - 17時頃まで | コミックマーケット開催時の臨時便 上りのみ 国際展示場発14時頃 - 17時頃まで | コミックマーケット開催時の臨時便 上りのみ 国際展示場発14時頃 - 17時頃まで | コミックマーケット開催時の臨時便 上りのみ 国際展示場発14時頃 - 17時頃まで | コミックマーケット開催時の臨時便 上りのみ 国際展示場発14時頃 - 17時頃まで | コミックマーケット開催時の臨時便 上りのみ 国際展示場発14時頃 - 17時頃まで | コミックマーケット開催時の臨時便 上りのみ 国際展示場発14時頃 - 17時頃まで | コミックマーケット開催時の臨時便 上りのみ 国際展示場発14時頃 - 17時頃まで |

#### 晴海・豊洲ルート
系統番号はBRT3。カラーはみどり。
基本路線の虎ノ門ヒルズ - ミチノテラス豊洲が毎時3本、朝夕ラッシュ前後の時間帯(例外として1往復のみ13時台)に区間便が設定されている。
|                                  | 平日 | 平日 | 土休日 | 土休日 |
| 下り                             | 上り | 下り | 上り   |        |
| 虎ノ門ヒルズ - ミチノテラス豊洲  | 38   | 38   | 38     | 38     |
| 虎ノ門ヒルズ - 豊洲              | 7    | 8    | 6      | 7      |
| 新橋 - 豊洲                      | 2    | 1    | 2      | 1      |
| 虎ノ門ヒルズ - 晴海BRTターミナル | 1    |      | 1      | 1      |
| 新橋 - 晴海BRTターミナル         |      | 1    |        | 1      |

#### 勝どきルート
系統番号はBRT5。
運行系統
- 新橋 - 勝どきBRT

新橋と勝どきBRTの間を朝ラッシュ時間帯に結ぶ路線。プレ運行(一次)の2022年4月1日ダイヤ改正以降、平日のみ8往復が運行されていたが、勝どきルートという名称は無く区間便としての扱いだった。

その後プレ運行(二次)開始の段階で勝どきルートの名称が設定され、平日のみ1往復が運行されていたが、2023年7月16日ダイヤ改正以降設定がなくなった。しかしダイヤ改正時のチラシなど案内上は表記が残っている。
|                  | 23.04.01.改正 | 23.04.01.改正 | 23.04.01.改正 | 23.04.01.改正 | 23.04.28.改正 | 23.04.28.改正 | 23.04.28.改正 | 23.04.28.改正 |
| 平日             | 平日          | 土休日        | 土休日        | 平日          | 平日          | 土休日        | 土休日        |               |
| 下り             | 上り          | 下り          | 上り          | 下り          | 上り          | 下り          | 上り          |               |
| 新橋 - 勝どきBRT | 1             | 1             |               |               | 1             | 1             |               |               |

#### 選手村ルート
系統番号はBRT7。カラーはあか。
2024年2月1日に運行を開始した東京BRTの中で最も新しい系統。幹線ルート、晴海・豊洲ルートとは異なり、勝どきBRTは経由しない。日中は毎時3 - 4本、朝夕ラッシュ時間帯には毎時5 - 6本運行される。また朝ラッシュ時間帯の下りは快速として運行され、晴海ふ頭公園は経由しない。
|                           | 24.02.01.改正 | 24.02.01.改正 | 24.02.01.改正 | 24.02.01.改正 | 24.07.01.改正 | 24.07.01.改正 | 24.07.01.改正 | 24.07.01.改正 | 24.10.16.改正 | 24.10.16.改正 | 24.10.16.改正 | 24.10.16.改正 |
| 平日                      | 平日          | 土休日        | 土休日        | 平日          | 平日          | 土休日        | 土休日        | 平日          | 平日          | 土休日        | 土休日        |               |
| 下り                      | 上り          | 下り          | 上り          | 下り          | 上り          | 下り          | 上り          | 下り          | 上り          | 下り          | 上り          |               |
| 新橋 - HARUMI FLAG        | 45            | 54            | 52            | 53            | 52            | 65            | 50            | 59            | 54            | 63            | 50            | 49            |
| 新橋 - HARUMI FLAG (快速) | 5             |               |               |               | 8             |               | 6             |               | 8             |               | 6             |               |
| 合計                      | 50            | 54            | 52            | 53            | 60            | 65            | 56            | 59            | 62            | 63            | 56            | 49            |

### 廃止路線
2023年4月1日以降のプレ運行(二次)の開始により、プレ運行(一次)ルートが2023年3月31日をもって廃止された。

#### プレ運行(一次)ルート
運行系統
- 虎ノ門ヒルズ - 新橋 - 勝どきBRT - 晴海BRTターミナル　(一部新橋、勝どき発着の区間便あり)

|                                  | 20.10.01.改正 | 20.10.01.改正 | 20.10.01.改正 | 20.10.01.改正 | 21.06.23.改正 | 21.06.23.改正 | 21.06.23.改正 | 21.06.23.改正 | 22.04.01.改正 | 22.04.01.改正 | 22.04.01.改正 | 22.04.01.改正 |
| 平日                             | 平日          | 土休日        | 土休日        | 平日          | 平日          | 土休日        | 土休日        | 平日          | 平日          | 土休日        | 土休日        |               |
| 下り                             | 上り          | 下り          | 上り          | 下り          | 上り          | 下り          | 上り          | 下り          | 上り          | 下り          | 上り          |               |
| 虎ノ門ヒルズ - 晴海BRTターミナル | 48            | 48            | 45            | 45            | 52            | 52            | 45            | 45            | 63            | 63            | 56            | 56            |
| 新橋 - 晴海BRTターミナル         | 27            | 27            | 18            | 18            | 23            | 23            | 18            | 18            | 6             | 6             | 2             | 2             |
| 新橋 - 勝どきBRT                 |               |               |               |               |               |               |               |               | 8             | 8             |               |               |
| 合計                             | 75            | 75            | 63            | 63            | 75            | 75            | 63            | 63            | 77            | 77            | 58            | 58            |

### 運賃
2024年2月1日現在、普通運賃は現金、ICカードとも大人220円・小児110円の均一運賃である。IC一日乗車券は大人500円・小児250円である。IC全線定期券も発売されている。
京成バスが発売している各種乗車券・定期券（東京都内ICカード金額式定期券、キャンバスライフ、ゴールドパス、ダイヤモンドパス、ICカード都内1日乗車券）は利用できない。
PASMO・Suicaに限り乗継割引が導入されており、新橋・勝どきBRT・豊洲市場前（ミチノテラス豊洲含む）・はるみらい・HARUMI FLAGの各停留所にて、1乗車目のタッチ時から60分以内に乗り継ぐ場合、2乗車目が無料となる。
RYDE株式会社のデジタル乗車券アプリ「RYDE PASS」では、東京ＢＲＴ全線が１日乗り放題になる「東京ＢＲＴ一日乗車券」（大人：500 円　子供：250 円）を販売している。

### 停留施設
東京BRTではバス停留所を停留施設と呼称する。
- 全停留施設が東京都内に所在。
- ●：停車、◆：土休日のみ、◇：平日朝のみ、▲：一部は経由しない、｜：経由しない・通過
- 豊洲市場前はのりばが分かれており、幹線ルートが環二通り上の「豊洲市場前」から、晴海・豊洲ルートがミチノテラス豊洲内のバスターミナルに設けられた「ミチノテラス豊洲（豊洲市場前）」から発着する。
- 表示上「はるみらい」は2回掲載しているが、同一の停留施設である。

| 停留施設 番号 | 停留施設名                          | 幹線ルート | 幹線ルート | 晴海・豊洲ルート | 勝どきルート | 選手村ルート | 所在地 |
| ------------- | ----------------------------------- | ---------- | ---------- | ---------------- | ------------ | ------------ | ------ |
| B11           | 虎ノ門ヒルズ                        | ◇          |            | ●                |              |              | 港区   |
| B01           | 新橋                                | ●          |            | ●                | ●            | ●            | 港区   |
| B02           | 勝どきBRT                           | ●          |            | ●                | ●            | ｜           | 中央区 |
| B31           | はるみらい                          | ｜         |            | ｜               |              | ●            | 中央区 |
| B32           | 晴海ふ頭公園                        | ｜         |            | ｜               |              | ▲            | 中央区 |
| B33           | HARUMI FLAG（晴海五丁目ターミナル） | ｜         | ●          | ｜               |              | ●            | 中央区 |
| B31           | はるみらい                          | ｜         | ●          | ｜               |              |              | 中央区 |
| B21           | 晴海中央                            | ｜         | ｜         | ●                |              |              | 中央区 |
| B22           | 晴海BRTターミナル                   | ｜         | ｜         | ●                |              |              | 中央区 |
| B23           | 豊洲                                | ｜         | ｜         | ●                |              |              | 江東区 |
| B03           | 豊洲市場前                          | ●          | ●          | ●                |              |              | 江東区 |
| B04           | 有明テニスの森                      | ●          | ●          |                  |              |              | 江東区 |
| B05           | 国際展示場                          | ●          | ●          |                  |              |              | 江東区 |
| B06           | 東京テレポート                      | ◆          |            |                  |              |              | 江東区 |

## 車両
車両は、連節バスと単車バス（燃料電池車を含む）の両方が用いられ、いずれもレインボーカラーをあしらったデザインとなる。フルカラーLED式行先表示器を全車搭載。

### 導入車種

#### 運行中の車両
- いすゞ自動車
  - エルガデュオ - 連節バス（ハイブリッド車）
    - 東京BRT所属：3台(R901 - R903)
    - 2020年のプレ運行(一次)開始より京成バスが所有する1009号車として長らく1台のみの運行[47]であったが、2024年に東京BRTへ転入するとともに、車番がR901号車へと変更[48]。
    - 上記のR901号車に加え、2024年にR902号車[49]、R903号車[50]が導入され、合計3本が運用に就いている。
    - プレ運行(一次)開始より運用は固定されており、時刻表にも連節バスで運行する旨が記載されていた[51]。しかし、2024年10月16日ダイヤ改正以降時刻表への掲載がなくなり[33]、運用は固定されず日によって運行するダイヤが異なっている[52]。

  - エルガ - 単車バス（ディーゼル車）
    - 東京BRT所属：4台(R006 R008 R178 R179) 京成バス所属：1台(1007)
    - 2020年のプレ運行(一次)より1006 - 1008号車[53](→R006 - R008号車)の3台体制であった。
    - その後2024年にR007号車が京成バスへ転出[54]、R178号車が京成バスより転入[55]、2025年4月にはR179号車が転入[56]したことにより、東京BRT保有が4台、京成バス保有が1台の合計5台体制で運用中。

- トヨタ
  - SORA - 単車バス（燃料電池車）
    - 2020年のプレ運行(一次)より1001 - 1005号車[53](→R001 - R005号車)の5台体制であった。その後も導入が続き、プレ運行(二次)に先立ち2022年に1010 - 1014号車[57](→R010 - R013号車、1014号車)が導入された。2025年にはR020 - R024号車[58]が導入された。

#### 過去の車両
- いすゞ自動車
  - エルガハイブリッド - 単車バス（ハイブリッド車）[53]
    - 東京BRT所属：5台(R173 - R177)
    - 2023年夏頃に京成バスより転入したR173号車[59]を皮切りに転入が進み[60]、R174号車[61]、R175号車[61]、R176号車[62]、R177号車[63]の合計5台が運用されていた。
    - 2025年3月にR176号車が運用を離脱[64]、残りの4台も2025年5月に運用を離脱した[65]。

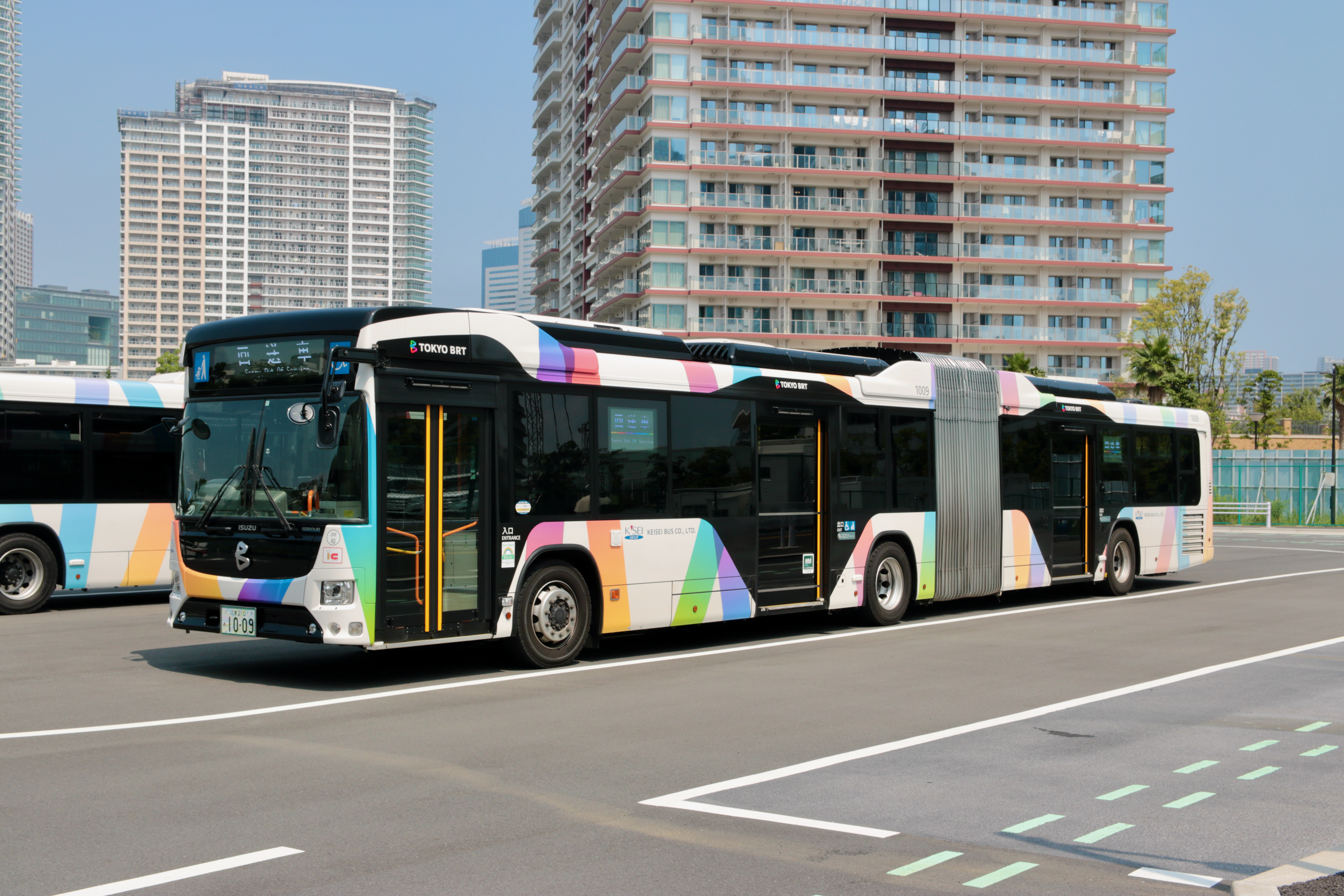
いすゞ・エルガデュオ LX525Z1 （連節バス）
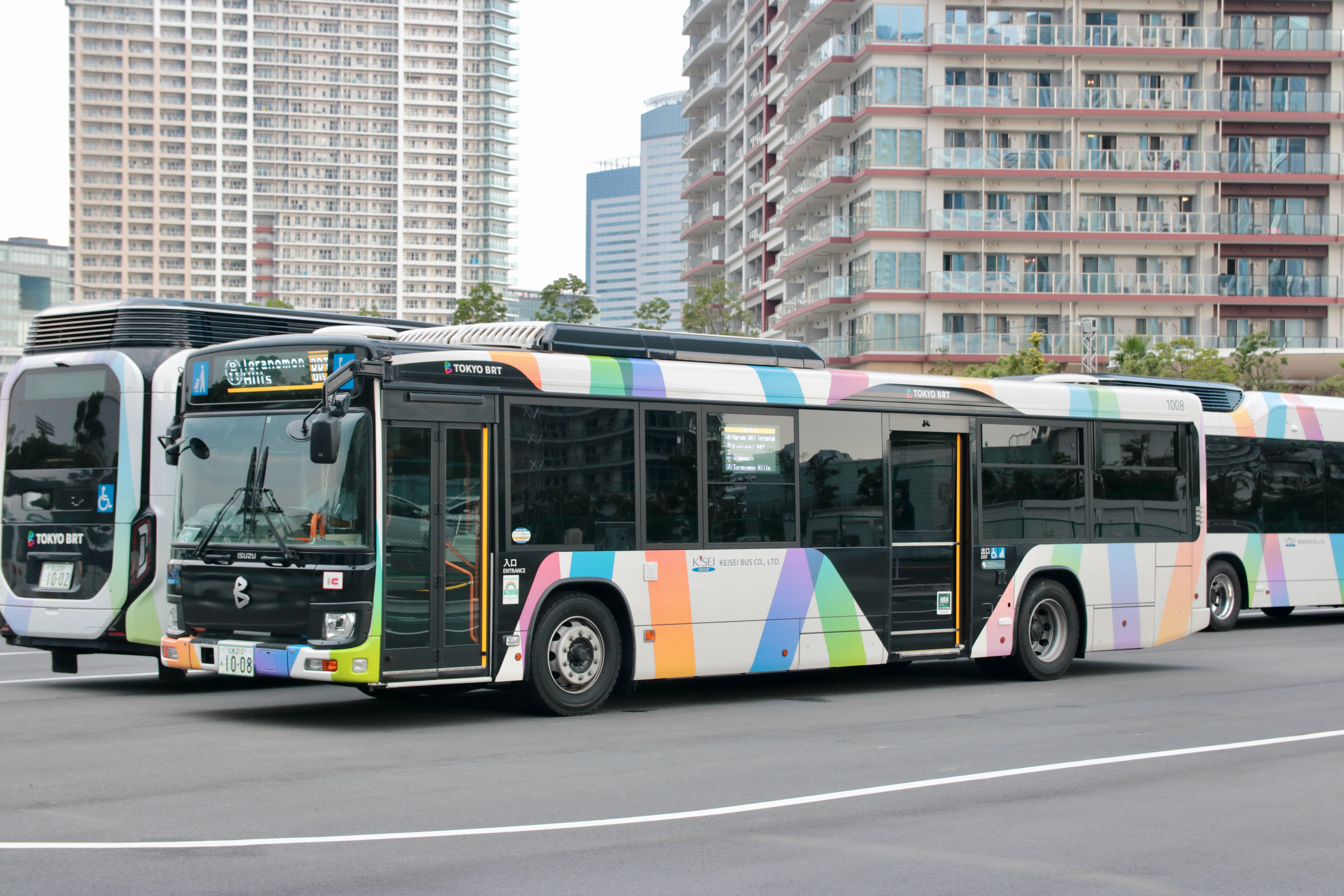
いすゞ・エルガ 2PG-LV290Q3 （ディーゼル車）
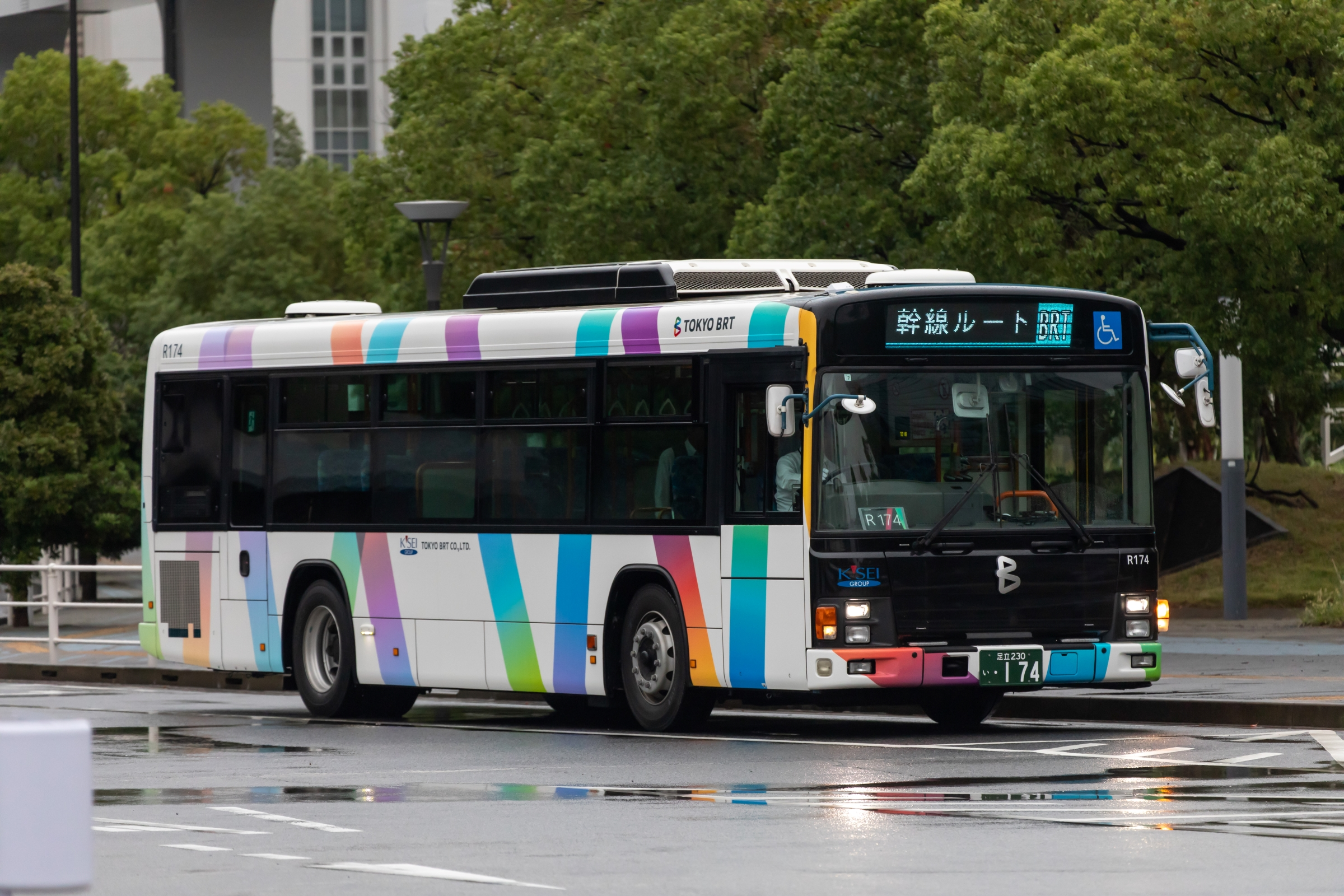
いすゞ・エルガハイブリッド QSG-LV234L3 （ハイブリッド車）
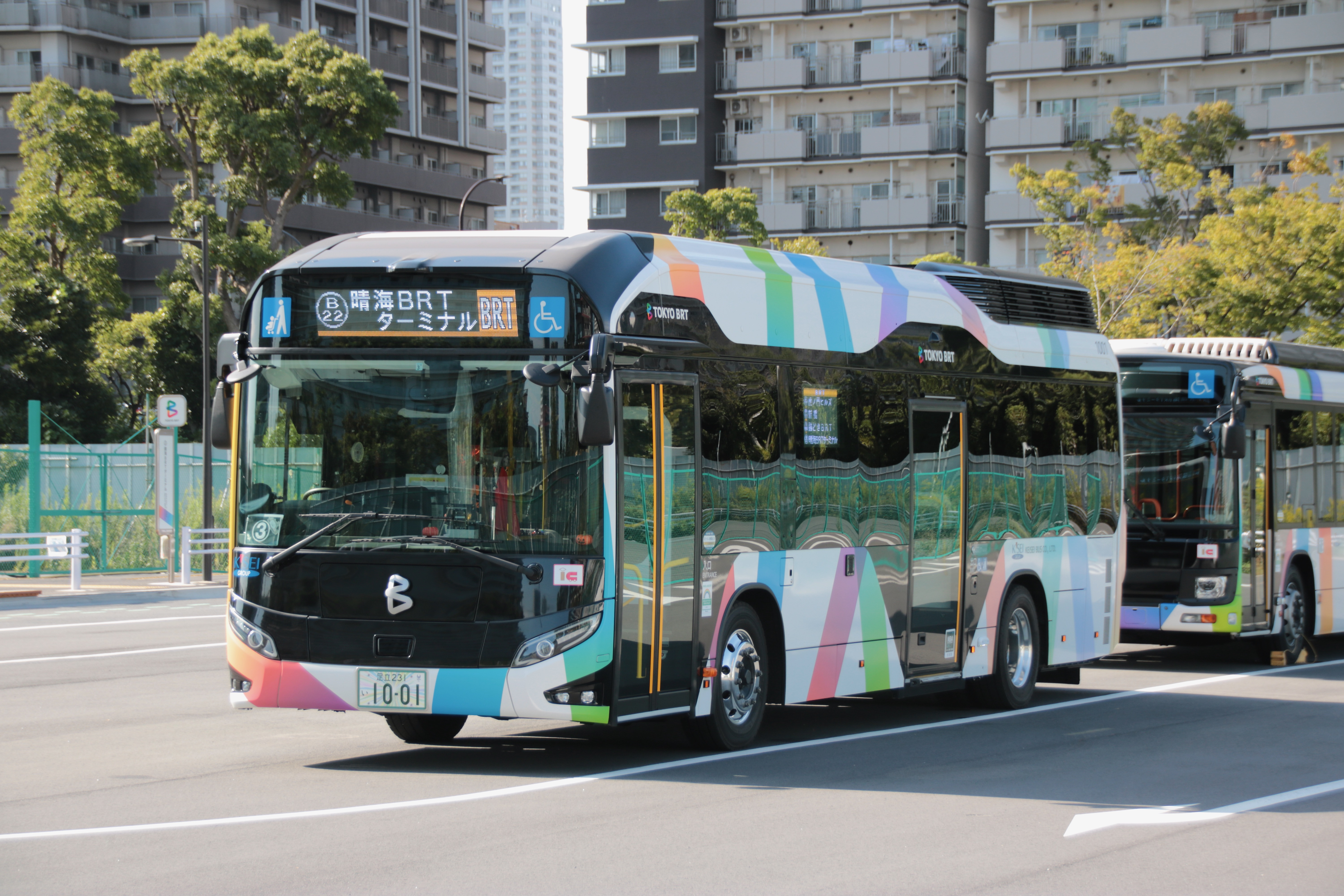
トヨタ・SORA ZBC-MUM1NAE （燃料電池車）

### 装飾
季節のイベントに応じた車内装飾が特定の期間、特定の車両に対して行われている。
ハロウィン
行先表示器に「Happy Halloween」の文字とジャックオーランタンの表示を全車両で実施、特定の車両にハロウィン特別装飾を行った。特別装飾を行った車両は2022年が1001号車、2023年がR002号車、2024年がR001号車である。
クリスマス
行先表示器に「Merry Chrismas」の文字とクリスマスツリーの表示を全車両で実施、特定の車両にクリスマス特別装飾を行った。特別装飾を行った車両は2020年が1001号車,2021年が1001号車2022年が1005号車、2024年がR001号車である。